# Новоселівка (Новолатівська сільська громада)
Новосе́лівка — село в Україні, в Криворізькому районі Дніпропетровської області. Входить до складу Новолатівської сільської громади.
Орган місцевого самоврядування — Новолатівська сільська рада. Населення — 400 мешканців.

## Географія
Село Новоселівка розташоване в основному на лівому березі річки Інгулець, вище за течією за 1 км розташоване село Новопетрівка (відселене), нижче за течією за 1,5 км розташоване село Новолатівка. Поруч проходить автомобільна дорога Р74.
Відстань до селища Широке становить понад 13 км і проходить автошляхом Р74.

## Історія
До 24 квітня 2003 року село Новоселівка було центром Новоселівської селищної ради, перейменована на Новолатівську з перенесенням центру до Новолатівки.

## Населення

### Мова
Розподіл населення за рідною мовою за даними перепису 2001 року:
| Мова            | Кількість | Відсоток |
| --------------- | --------- | -------- |
| українська      | 346       | 86.50%   |
| російська       | 37        | 9.25     |
| білоруська      | 1         | 0.25%    |
| румунська       | 1         | 0.25%    |
| інші/не вказали | 15        | 3.75%    |
| Усього          | 400       | 100%     |

## Інтернет-посилання
- Погода в селі Новоселівка

1. ↑  Рідні мови в об'єднаних територіальних громадах України — Український центр суспільних даних